# Metabolisme basal
El metabolisme basal és la quantitat mínima d'energia necessària perquè subsisteixi una cèl·lula pluricel·lular subeucariotal. Aquesta energia mínima és utilitzada per la cèl·lules en les reaccions químiques intracel·lulars necessàries per a l'execució de les funcions metabòliques essencials, com ara la respiració.
El metabolisme basal d'un organisme depèn de diversos factors, com ara el sexe, la mida, el pes, l'edat… Un clar exemple de metabolisme basal és l'estat de coma. Una persona que està en coma es troba inactiva, però té una despesa calòrica mínima, raó per la qual cal seguir alimentant-la.
El ritme metabòlic disminueix amb l'edat i amb la pèrdua de massa corporal. L'exercici aeròbic i un augment de la massa muscular poden incrementar el ritme. La despesa general d'energia també pot veure's afectada per les malalties, els aliments i les begudes consumides, la temperatura ambiental i el nivell d'estrès. Per a mesurar el metabolisme basal, cal que la persona estigui en repòs complet però desperta. Una mesura precisa requereix que el sistema nerviós simpàtic de la persona no estigui estimulat. Una mesura menys precisa, que es realitza en condicions menys estrictes, és el ritme metabòlic en repòs.
El metabolisme basal d'una persona es mesura després que hagi romàs en repòs total amb una temperatura agradable (20 °C) i que hagi estat en dejuni durant dotze hores o més.

## Càlcul del metabolisme basal diari
El metabolisme basal diari es pot calcular de manera aproximada amb l'ajut de les equacions de Harris i Benedict:
- Home: 66,473 + (13,751 × massa (kg)) + (5,0033 × estatura (cm)) - (6,55 × edat (anys));
- Dona: 655 + (9,463 × massa (kg)) + (1,8 × estatura (cm)) - (4,6756 × edat (anys))